# Tore Gullstrand
Tore Ragnar Gullstrand (geboren am 16. August 1921 in Karlstad, Schweden; gestorben 2002 in Linköping) war ein schwedischer Wirtschaftsführer in der Luftfahrtindustrie und Forscher in der Luftfahrt. Er war der Sohn von Ragnar Gullstrand.
Gullstrand war Chefingenieur bei Saab AB in Linköping in Schweden und verantwortlich während des enormen Ausbaus der schwedischen Luftwaffe (Schwedischer Verteidigungsbeschluss 1958) für den Design von Saab 35 Draken und Saab 37 Viggen im Schatten des Kalten Kriegs und des atomaren Wettrüstens.
Gullstrand wurde 1945 Master of Science in Aerodynamik an der Königlich Technischen Hochschule in Stockholm, Technologie Lizenziat im Jahr 1950 und Doktorarbeit im Jahr 1952 für Technologie Doktorgrad. Er war von 1947 bis 1949 als stellvertretender Direktor der Professur für Luftfahrttechnik tätig (als Sten Luthander als Leiter der Forschungsabteilung von Saab AB arbeitete) und wurde 1953 außerordentlicher Professor. Er war 1953 bei Saab AB in Linköping beschäftigt, wo er 1958 Chefingenieur, 1962 Direktor, 1965 Leiter der technischen Abteilung, 1968 stellvertretender Geschäftsführer in Saab-Scania, 1969 Leiter der Luftfahrtabteilung wurde und 1983–1991 Leiter des zentralen Personals für Forschung und technische Entwicklung.
1954 wurde er Flugingenieur 1. Grades in der Reserve der Schwedischen Luftwaffe.
Gullstrand wurde 1962 in die Königlich Schwedische Akademie der Ingenieurwissenschaften (IVA), 1968 in die Königlich Schwedische Akademie der Kriegswissenschaften gewählt und 1981 Mitglied der Königlich Schwedischen Akademie der Wissenschaften.
Er erhielt 1965 die Thulin-Medaille der Flygtekniska Föreningen (der schwedischen DGLR) in Gold, weil er mit seiner Arbeit die Luftfahrttechnologie gefördert hatte.
Gullstrand wurde 1985 mit der großen Goldmedaille von IVA für seine herausragende Arbeit in der schwedischen Luftfahrtindustrie ausgezeichnet.